# ایسوزو الف

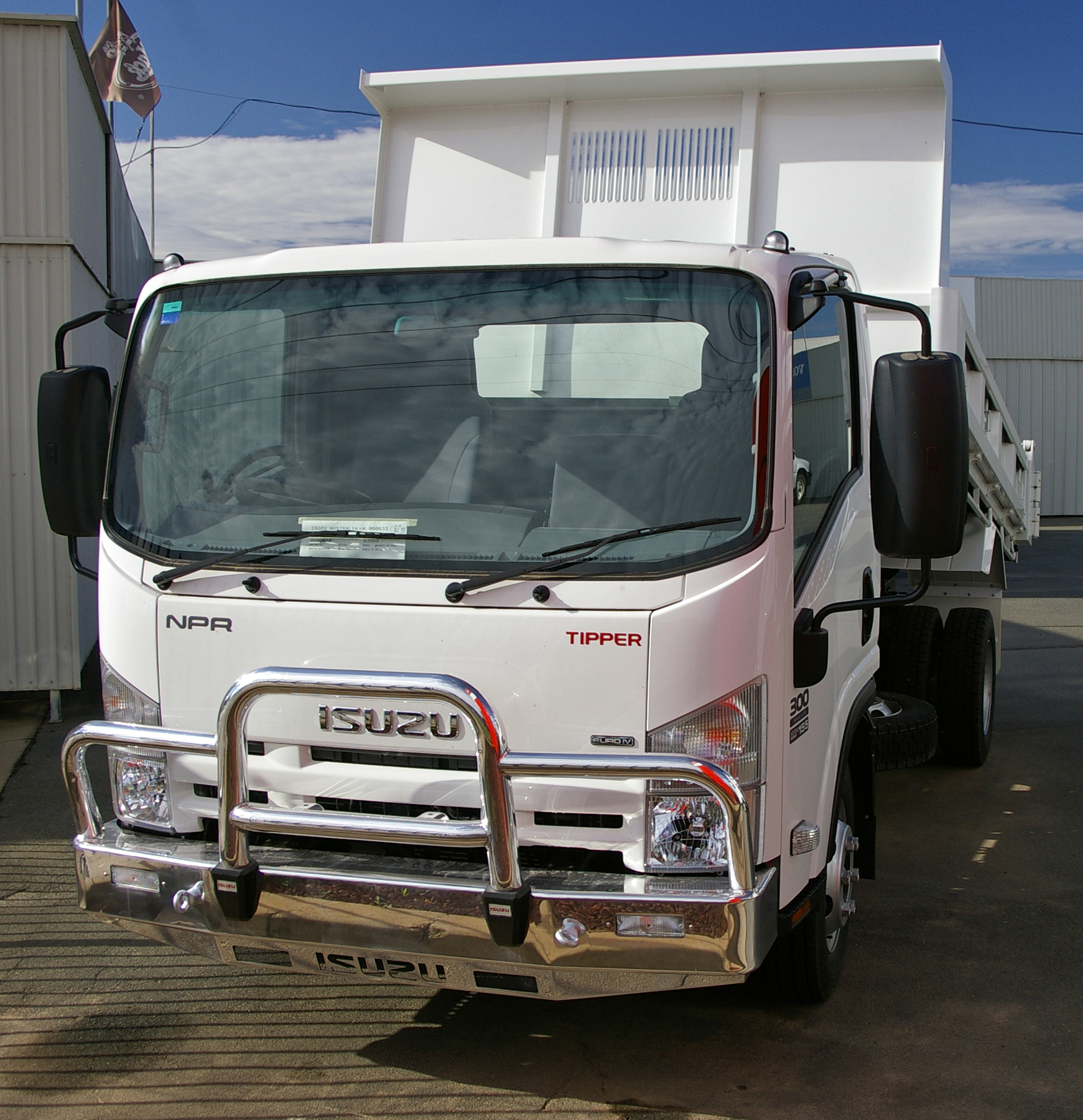

ایسوزو الف (Isuzu Elf) خودرویی است که از سال ۱۹۵۹ تا کنون تولید شده‌است.
این خودرو در کلاس کامیون قرار گرفته، است. سیستم جعبه‌دندهٔ آن به دو صورت خودکار و دستی است.